# Хлорметан
Хлормета́н (монохлормета́н, метилхлори́д, хло́ристый мети́л) — органическое вещество, принадлежащее к группе галогеналканов. Впервые был получен французскими химиками Жаном Батистом Дюма и Эженом Пелиго в 1835 году кипячением смеси метанола, серной кислоты и хлорида натрия. Аналогичный способ используется и в наши дни. Хлорметан — бесцветный легколетучий ядовитый газ со сладковатым запахом. Из-за слабого запаха можно легко не заметить токсичной или взрывоопасной концентрации.

## История
Впервые он был сделан в 1835 году французскими химиками Жан-Батистом Дюма и Эженом Пелиго. Они получали хлорметан, используя метод, аналогичный сегодняшнему методу, то есть нагревая смесь метанола, серной кислоты и хлорида натрия.

## Производство
Большая часть хлорметана получается реакцией метанола с хлороводородом, согласно следующей химической реакции:
{\displaystyle {\mathsf {CH_{3}OH+HCl\rightarrow CH_{3}Cl\uparrow +H_{2}O}}}
Это может быть осуществлено пропусканием хлороводорода через кипящий метанол вместе с хлоридом цинка в качестве катализатора или пропусканием смеси метанола и хлороводорода через окись алюминия при 350 °C.
Меньшие количества хлорметана производят нагреванием смеси метана и хлора до 400 °C. Однако этот метод дает смесь с более хлорированными производными метана (дихлорметан, хлороформ, тетрахлорметан) и используется тогда, когда необходимы эти вещества.

## Применение
Хлорметан был широкоприменяемым хладагентом. Данное его применение прекратили из-за токсичности и пожароопасности. Хлорметан был использован для производства добавок к бензину на основе свинца (тетраметилсвинец).
Наиболее важное использование хлорметана сейчас в качестве химического полупродукта в производстве силиконовых полимеров. Меньшие количества используют в качестве растворителя при производстве бутилкаучука и очистке бензина.
Хлорметан используют как метилирующий или хлорирующий агент в органической химии. Он находит также множество различных применений: удаления жирных загрязнений, следов смол, как ракетное топливо, для получения пенополистирола. Как локальное обезболивающее, как промежуточный продукт при синтезе лекарств, как носитель в низкотемпературной полимеризации, как жидкость для термометрического и термостатического оборудования, в качестве гербицида.

## Безопасность
Вдыхание газообразного хлорметана оказывает токсическое действие на центральную нервную систему. У пострадавшего возникает сонливость, головокружение, рассеянность, нарушение координации движений, спутанность речи, нарушение дыхания, удушье. При больших концентрациях наступают судороги, параличи и кома.
В случае проглатывания может возникнуть тошнота и рвота. Контакт сжиженного метилхлорида с кожей приводит к обморожению. Контакт с глазами может привести к ухудшению зрения.
Хроническое воздействие хлорметана вызывает тератогенный эффект.